# Bosch Spark Plug Grand Prix 1997
Bosch Spark Plug Grand Prix 1997 var ett race som kördes den 27 april på Nazareth Speedway. Det var den fjärde deltävlingen i CART World Series 1997, och vanns av Paul Tracy, vilket var hans första seger sedan Milwaukee 1995. Michael Andretti blev tvåa och gick upp i mästerskapsledning.

## Slutresultat
| Plats | Förare                | Team                     | Grid | Kvaltid |
| ----- | --------------------- | ------------------------ | ---- | ------- |
| 1     | Paul Tracy            | Marlboro Team Penske     | 1    | 18,831  |
| 2     | Michael Andretti      | Newman/Haas Racing       | 2    | 19,163  |
| 3     | Al Unser Jr.          | Marlboro Team Penske     | 7    | 19,382  |
| 4     | Gil de Ferran         | Walker Racing            | 4    | 19,255  |
| 5     | Jimmy Vasser          | Chip Ganassi Racing      | 12   | 19,647  |
| 6     | Bobby Rahal           | Team Rahal               | 8    | 19,421  |
| 7     | Bryan Herta           | Team Rahal               | 9    | 19,423  |
| 8     | Raul Boesel           | Patrick Racing           | 6    | 19,345  |
| 9     | Maurício Gugelmin     | PacWest Racing           | 5    | 19,321  |
| 10    | Scott Pruett          | Patrick Racing           | 11   | 19,556  |
| 11    | Alex Zanardi          | Chip Ganassi Racing      | 21   | 20,008  |
| 12    | Patrick Carpentier    | Bettenhausen Motorsports | 3    | 19,204  |
| 13    | Dario Franchitti      | Hogan Racing             | 18   | 19,902  |
| 14    | Roberto Moreno        | Newman/Haas Racing       | 20   | 19,944  |
| 15    | Juan Manuel Fangio II | All American Racing      | 25   | 20,717  |
| 16    | Greg Moore            | Forsythe Racing          | 10   | 19,520  |
| 17    | Parker Johnstone      | Team KOOL Green          | 17   | 19,895  |
| 18    | Richie Hearn          | Della Penna Motorsports  | 14   | 19,716  |
| 19    | Mark Blundell         | PacWest Racing           | 16   | 19,868  |
| 20    | Michel Jourdain Jr.   | Payton/Coyne Racing      | 24   | 20,687  |
| 21    | P.J. Jones            | All American Racing      | 23   | 20,669  |
| 22    | Max Papis             | Arciero-Weels Racing     | 22   | 20,346  |
| 23    | Adrián Fernández      | Tasman Motorsports       | 19   | 19,937  |
| 24    | Gualter Salles        | Davis/Craig Racing       | 13   | 19,697  |
| 25    | Hiro Matsushita       | Arciero-Wells Racing     | 26   | 21,001  |
| 26    | André Ribeiro         | Tasman Motorsports       | 15   | 19,730  |